# 朱建栄
朱 建栄（しゅ けんえい、チュー・チエンロン、1957年8月3日 - ）は、中華人民共和国出身の政治学者。東洋学園大学グローバル・コミュニケーション学部教授。専門は、中国の政治外交史・現代史に関する研究、東アジアの国際関係に関する研究。日本華人教授会議代表を歴任（2003年1月 - 2013年4月）。

## 来歴
上海生まれ。1981年、華東師範大学で日本文学を専攻し卒業。1984年、上海国際問題研究所 (SIIS) 付属研究生院で修士号を取得。
日本人女性研究者と結婚後、1986年に総合研究開発機構 (NIRA) 客員研究員として来日する。学習院大学客員研究員を経て、1992年に博士論文「毛沢東の朝鮮戦争」を学習院大学へ提出して博士（政治学）の学位を取得した。学習院大学・東京大学非常勤講師、東洋女子短期大学助教授を経て、1996年から東洋学園大学人文学部教授に就任した。
2013年7月17日、会議出席のために中華人民共和国・上海市へ行ったが、連絡が取れなくなった。また同年5月には、日本の中国紙『新華時報』編集長の蘇霊が、北京市出張中に消息を絶った。この様な中、同年9月洪磊中華人民共和国外交部報道局副局長は「朱氏は中国国民であり、中国の法律と法規を順守しなければならない」と述べ、中華人民共和国国家安全部がスパイ容疑で取り調べをしていることを事実上認めた。その後、2014年1月17日に解放され、上海市の家族宅に戻ったことが、1月24日に東洋学園大学より発表された。同年2月、7ヶ月ぶりに日本へ戻り、その際に羽田空港で「本日、無事日本に戻ることができた。皆さまにご心配を掛け、おわびするとともにご配慮に心より感謝する」と述べた。6月3日にはBSフジの生放送討論番組「BSフジLIVE プライムニュース」に生出演した。この件について各報道機関は朱がテレビ番組に出演する直前、携帯電話で駐日中国大使館関係者と発言内容と程度を相談する姿が目撃され、中国を擁護する発言を積極的に行ってきたこと等から「中国のスパイ」とも言われてきたが、日本外務省職員らともかなり頻繁に懇談会を開いており、日本側の機密情報を入手すべきところを、逆に中国側のそれを提供していたのではないかとの疑いが持たれ、日本に寝返った「二重スパイ」が判明して逮捕されたのではないかと伝えた。『産経新聞』は、朱が2012年まで日本国内の中国人団体代表を務め、日本の政府機関からの資金援助を受けた見返りに、中国の政治、軍事などに関する機密情報を収集して日本に提供した疑いがあるとし、また「（中国政府が）日本にいる中国人学者に対し『日本当局者と親密な関係を持つな』と警告する意味もある」とする中国共産党関係者の話を伝えた。

## 人物と主張
- 『RONZA』1997年6月号で、「中国は軍事大国ではない」という認識を示し、自著『香港回収』においては、天安門事件について解放軍の出動途中に起こった発砲事件に過ぎず、虐殺はなかったと述べている[9]。
- 2008年7月、チベットについて「チベットの問題は、北京が単純にチベットと民族を圧迫しているという知識で言われますが、そこは違うと思います。中国には56の民族があって、入り乱れて住んでいます。チベット族と一番摩擦を起こしているのは漢民族ではなく、そのすぐ近くに住むイスラム系の回族なのです」「中国の新彊に16の民族がある。漢民族と並ぶ最大の民族はウイグル族で、彼らは頭がよく、シルクロードをずっと維持してきたので、そこには富と組織があって、漢民族は出て行ってほしいという情勢があります。しかしそれを除く14の他の民族に独立組織は一つもないんです。どうしてか。彼らはむしろウイグル族だけに独占されるのを、どうも怖いと思うようなのです。漢民族がバランサーとして残って保って欲しいというわけです」と述べている[13]。
- 2010年9月に尖閣諸島海域で発生した中国漁船衝突事件は、「中国漁船が意図的に日本海上保安庁の巡視船に衝突したのではなく、網が海の底に引っ掛かり漁船が傾いたために発生した事故」と主張している[9]。
- 花田紀凱は、朱のことを「テレビなどにも度々出演し、やや甲高い声で中国側に立った発言を続けていた」と評しており、「日本在住の中国人言論人のなかで、朱さんの中国共産党との繋がりはトップクラス。ある意味、御用学者なわけです。番組出演の前には、携帯電話で中国大使館などに連絡し、その日の発言内容についてどこまで話していいのかなど確認するほどでした」というテレビ局幹部の声を紹介している[12]。
- 福島香織は、中国政府は2013年に朱を7カ月間にわたって拘束したが、「（朱は）幸い無事日本に戻ることができたが、その後、中国に関する発言がなにかと慎重になった」と述べており、中国がこうした中国への愛国心が強い愛国在日中国人学者ほど「スパイ」扱いするのは、日本に対する世論工作効果や、その他の在日中国人学者に対する恫喝・見せしめ効果を狙っているが、結果的には日本人の反中感情を高め、日中学術交流を阻害していると指摘している[14]。
- 『中央日報』は、「朱氏はもともと日本国内で中国を擁護するような発言をよくしてきた」と報じており、このため「日本国内の右翼勢力は『朱氏は日本国内の中国報道官』と批判」していると報じた[9]。
- 2021年2月5日放送のBS日テレ『深層NEWS』に出演した際、中国政府の新疆ウイグル自治区におけるウイグル人弾圧政策について、佐藤正久がジェノサイド条約に照らして、一種のジェノサイドと言えると述べたことに対し、「2019年に各地から新疆に2億人が観光に行った。本当にウイグル族が抑圧されているところであれば、2億人が遊びに行けるだろうか」と主張した[15]。これに対して、世界モンゴル人連盟理事長の楊海英と世界南モンゴル会議会長のショブチョード・テムチルトは、『東洋学園大学教授の朱建栄氏による、ウイグル人ジェノサイド否定発言に抗議し、同教授の発言撤回と謝罪を要求する声明文』を発表し、朱はジェノサイドどころか中国政府によるウイグル人弾圧すらも疑問視しているが、南モンゴルは、中国建国以来、多数の中国人が観光・移住してきたが、その結果行われたのは、文化大革命におけるモンゴル人ジェノサイドであるとして、「ウイグルの地に中国人が自由に移住もしくは観光を行っていることは、ジェノサイドや弾圧を否定するものでは全くありません」「私達は朱建栄教授に対し、番組での発言の撤回と謝罪を求めると共に、ジェノサイドを行う中国政府に事実上加担する姿勢を改めない限り、同教授が日本の大学で若い学生たちに、正しい知識や国際感覚、人権意識を教育するにふさわしい人物ではないと判断せざるを得ません」と抗議している[16]。
- 中国の新疆ウイグル自治区で「職業訓練」と称して多数のウイグル人が収容所に入れられて人権侵害が発生しているという欧米諸国からの批判について（「ウイグル人大量虐殺」および「新疆ウイグル再教育収容所」も参照）、2021年4月に中日青年産学連盟が主催した講演会で「一部の先進国は中国に対して偏見を抱いている」「新疆問題の誇大宣伝の背景には、中国の台頭を食い止めるための米国の戦略があり、新疆ウイグル自治区で100万人以上が強制収容所に拘禁されているなどの嘘が、証拠なしで流布されている」と主張している[17]。
- 2021年6月10日放送[18]の「BSフジLIVE プライムニュース」において、日本の台湾へのCOVID-19ワクチン提供を東日本大震災における支援への「恩返し」とする佐藤正久の言説を否定し、「ワクチン供与は中国に対する牽制を目的した政治利用で、本当に台湾国民の健康を考えていない」とする趣旨の発言をした[19]。

## 著書

### 単著
- 毛沢東の朝鮮戦争―中国が鴨緑江を渡るまで（岩波書店、1991年/岩波現代文庫、2004年）
  - 平成4(1992)年度　大平正芳記念賞受賞[20]。
- 江沢民の中国―内側から見た「ポスト鄧小平」時代（中央公論社〈中公新書〉、1994年）
- 鄧小平は死なず―12億の民はどこへ行くのか（講談社、1995年）
- 江沢民時代の「大中国」（朝日新聞社、1997年）
- 香港回収―グレーター・チャイナのゆくえ（岩波書店〈岩波ブックレット〉、1997年）
- 中国2020年への道（日本放送出版協会［NHKブックス］、1998年）
- 朱鎔基の中国改革（PHP研究所［PHP新書］、1998年）
- 毛沢東のベトナム戦争―中国外交の大転換と文化大革命の起源（東京大学出版会、2001年）
- 中国第三の革命―ポスト江沢民時代の読み方（中央公論新社〈中公新書〉、2002年）
- 胡錦濤対日戦略の本音―ナショナリズムの苦悩（角川書店、2005年）
- 本当はどうなの? これからの中国（中経出版、2009年）
- 中国で尊敬される日本人たち：「井戸を掘った人」のことは忘れない（中経出版、2010年）
- 中国外交―苦難と超克の100年（PHP研究所、2012年）

### 共著
- （野副伸一・恵谷治・佐藤勝巳・友田錫）『イラク後の朝鮮半島―東アジアの新局面を探る』（亜細亜大学アジア研究所、2004年）
- 朱建栄、上村幸治『チャイナシンドローム : 日中関係の全面的検証』（駿河台出版社、2006年）
- 奥田碩、朱建栄対談『「地球企業トヨタ」は中国で何を目指すのか：奥田碩のトヨタイズム』（角川学芸出版、2007年）

### 編著
- 「人治国家」中国の読み方――台頭する新世代群像（日本経済新聞社、1997年）

### 共編著
- （太田勝洪）『原典中国現代史（6）外交』（岩波書店、1995年）
- （天児慧・石原享一・辻康吾・菱田雅晴・村田雄二郎）『岩波現代中国事典』（岩波書店、1999年）
- （王智新・趙軍）『「つくる会」の歴史教科書を斬る―在日中国人学者の視点から』（日本僑報社、2001年）
- （石井明・添谷芳秀・林暁光）『日中国交正常化・日中平和友好条約締結交渉―記録と考証』（岩波書店、2003年）
- （木村汎）『イラク戦争の衝撃―変わる米・欧・中・ロ関係と日本』（勉誠出版、2003年）
- （渡辺利夫・寺島実郎）『大中華圏―その実像と虚像』（岩波書店、2004年）

### 訳書
- 葉雨蒙『黒雪 中国の朝鮮戦争参戦秘史』（同文舘出版、1990年）
- 梁暁声『ある紅衛兵の告白』（上・下）（情報センター出版局、1991年）
- 徐焔『1945年満州進軍―日ソ戦と毛沢東の戦略』（三五館、1993年）
- 岳南『秦・始皇帝陵の謎』（講談社〈講談社現代新書〉、1994年）
- 岳南『夏王朝は幻ではなかった―1200年遡った中国文明史の起源』（柏書房、2005年）
- 沈志華『最後の「天朝」　毛沢東・金日成時代の中国と北朝鮮』（岩波書店、2016年）